# ليتوبوليس

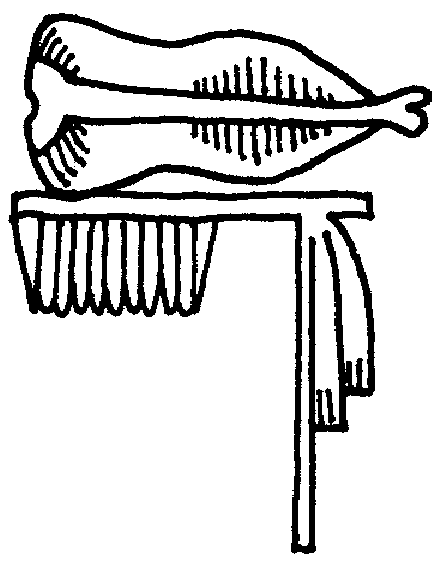
شعار مقاطعة ليتوبوليس

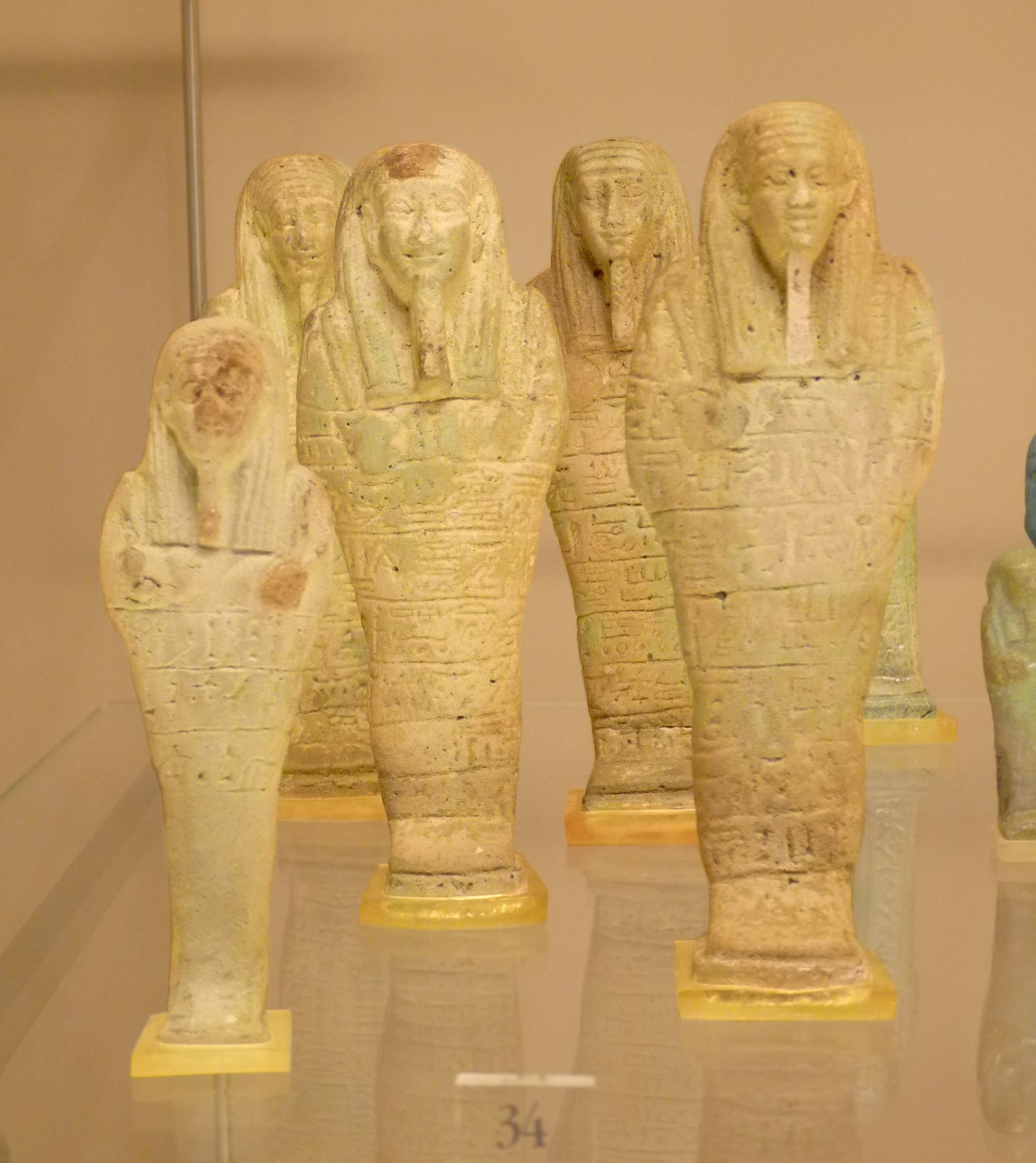
خمس قطع خزفية أوشبتي لـ عنخ-حابي، كاهن في ليتوبوليس في الفترة البطلمية. بولونيا، متحف سيفيكو الأثري.

ليتوبوليس (بالإغريقية: Λητοῦς Πόλις)‏ مدينة مصرية قديمة كانت عاصمة المقاطعة الثانية من مصر السفلى. باللغة المصرية كان اسمها خيم (Ḫm)، وموقعها الحالي في أوسيم. كانت مركزًا لعبادة الإله خينتي-إيرتي أو خنتي-خيم، وهو من أشكال الإله حورس. ورد ذكر الموقع وإلهه في نصوص تعود إلى عصر الدولة القديمة (2686-2181 ق. م.)، ومن المحتمل أنه كان به معبد للإله في وقت مبكر جدًا من التاريخ المصري. الآثار المعروفة يعود تاريخها للعصر المتأخر (664-332 ق. م.) للملوك نخاو الثاني ، بسماتيك الثاني، هاكور، و نختنبو الأول.

## في الثقافة الشعبية
ظهرت ليتوبوليس عام 2017 في لعبة الفيديو أساسنز كريد أوريجنز،  في المجموعة التي دارت أحداثها في العصر البطلمي.